# Alamogordo (Novo México)
Alamogordo ou Álamo Gordo  é uma cidade no Condado de Otero, no Novo México, nos Estados Unidos. Foi fundada em 1898. Seu nome se refere ao álamo ou choupo, árvore frequente na região. A cidade é a sede do Condado de Otero.
Em 2000, segundo o censo americano de 2000, a cidade possuía 35 582 habitantes, uma área de 50,1 quilômetros quadrados e uma densidade demográfica de 710 habitantes por quilômetro quadrado.
A base da força aérea GR6 Holloman e o White Sands  Missile Range são duas grandes bases militares localizadas próximo a Alamogordo. A primeira bomba atômica da história foi detonada no campo de teste de Alamogordo, em 16 de julho de 1945 (o Teste Trinity). O local da explosão, chamado de Trinity (em português, "Trindade"), atualmente está localizado na propriedade do White Sands Missile Range'. Este foi o único teste nuclear que aconteceu no local, que na realidade se localiza a mais de cem milhas de distância de Alamogordo. Este local só é aberto a visitantes duas vezes por ano.

## História
Os seres humanos viveram na Bacia Tularosa pelo menos 11 000 anos. Há sinais de civilizações anteriores na área, como a cultura Clovis, a cultura Folsom, o período arcaico, e a fase de formação. Os Apaches Mescalero já viviam na Bacia Tularosa quando os espanhóis chegaram, em 1534, e a história diz que eles sempre viveram lá. Os espanhóis construíram uma capela em La Luz (cerca de 5 milhas (8,0 km) de Alamogordo) em 1719.
A cidade de Alamogordo foi fundada em junho de 1898, quando o El Paso e a estrada de ferro ao nordeste, liderada por Charles Bishop Eddy, ampliou o transporte ferroviário para a cidade. Eddy influenciou o projeto da comunidade, que incluíram grandes avenidas largas e arborizadas e canais de irrigação.

## Educação
A Universidade do Estado do Novo México possui um campus em Alamogordo estabelecido em 1958. Ela tem atualmente cerca de 1.800 alunos. Há duas escolas de ensino médio públicas, três escolas de ensino médio particulares e 11 escolas de ensino fundamental. A partir de 2008, passaram a existir duas escolas particulares em Alamogordo: Legacy Christian Academy e Pai James B. Hay, esta última, a principal escola da cidade e a única católica. Uma terceira escola privada, Imago Dei Academia, foi aberta em agosto de 2008 e prevê uma educação clássica cristã.
O governo alemão opera a Deutsche Schule (Escola Alemã) para crianças da Luftwaffe (Força Aérea alemã). O governo do Novo México mantém em Alamogordo uma escola especializada para deficientes visuais.
A Biblioteca Pública de Alamogordo serve toda a cidade e o condado. A biblioteca funciona no campus da Universidade do Estado do Novo México.